# 香住駅
香住駅（かすみえき）は、兵庫県美方郡香美町香住区七日市字クゴにある、西日本旅客鉄道（JR西日本）山陰本線の駅である。

## 概要
松葉ガニの水揚げで知られる香美町玄関口として冬場は観光客で賑わう。特急「はまかぜ」が全列車停車し、通常期は1往復ここで折返す。

## 歴史
- 1911年（明治44年）10月25日：鉄道院播但線城崎駅（現・城崎温泉駅） - 当駅間延伸時に終着駅として開設[1]。客貨取扱開始[2]。
- 1912年（明治45年）3月1日：山陰本線浜坂駅 - 当駅間延伸。同時に播但線福知山駅 - 和田山駅 - 当駅間が山陰本線に編入され、山陰本線単独駅となる。
- 1955年（昭和30年）：1番のりばと2・3番のりばを連絡する地下道が完成[1]。
- 1959年（昭和34年）：駅舎改築[1]。
- 1974年（昭和49年）10月1日：貨物取扱廃止[2]。
- 1986年（昭和61年）3月1日：荷物扱い廃止[2]。
- 1987年（昭和62年）4月1日：国鉄分割民営化に伴い、JR西日本の駅となる[2]。
- 2004年（平成16年）10月16日：業務委託駅化。
- 2010年（平成22年）7月17日：余部橋梁架け替え工事に伴い同日から8月11日までの間、当駅から浜坂駅まで運休（バス代行）となり、一時的に豊岡方面からの列車の終着駅となる[3]。
- 2021年（令和3年）
  - 7月1日：駅業務がJR西日本福知山メンテックからJR西日本へ再直営化。
  - 10月1日：みどりの窓口の営業を終了[4][5]。
  - 10月2日：みどりの券売機プラスを導入[4][5]。この日より終日無人駅となる[4][5]。
- 2022年（令和4年）10月1日：組織改正に伴い、近畿統括本部福知山管理部管轄となる。

## 駅構造
単式・島式ホーム混合2面3線を有する地上駅。駅舎は単式1番のりば側にあり、島式2・3番のりばへは地下道で連絡している。駅舎は1959年（昭和34年）に完成したものであり、2021年（令和3年）10月下旬からの「トワイライトエクスプレス瑞風」停車に合わせて、地元の香美町が待合室をJRから貸与を受けて改修した。室内を木目調に統一し、円卓やカウンターを設置、壁の本棚には町に関する図書や観光パンフレットを設置するものである。
改札口と各ホームに今では数少なくなった反転フラップ式案内表示機が設置されていたが、2013年3月に撤去された。その後は代替として、浜坂駅と共に改札口に液晶ディスプレイによる発車標が設置されていたが、終日無人駅化に伴い撤去され、代替として時刻表のポスターを窓口の跡に移動させた。遅れ情報やお知らせ等の案内を表示する液晶ディスプレイは存置されている。
駅員がいない無人駅であるが、みどりの券売機プラスがある。ワンマン列車は無人化後も2022年3月11日までは有人扱いとなっていたが、翌3月12日ダイヤ改正から無人駅扱いとなり、先頭車両のみドアが開く。なお当駅までの一部列車は、全てのドアが開く場合もある。

### のりば
| のりば | 路線     | 方向 | 行先               | 備考             |
| ------ | -------- | ---- | ------------------ | ---------------- |
| 1      | 山陰本線 | 上り | 城崎温泉・豊岡方面 | 一部2・3番のりば |
| 2・3   | 山陰本線 | 下り | 浜坂・鳥取方面     |                  |

- 1番のりばが上り本線、2番のりばが下り本線、3番のりばが上下副本線である。

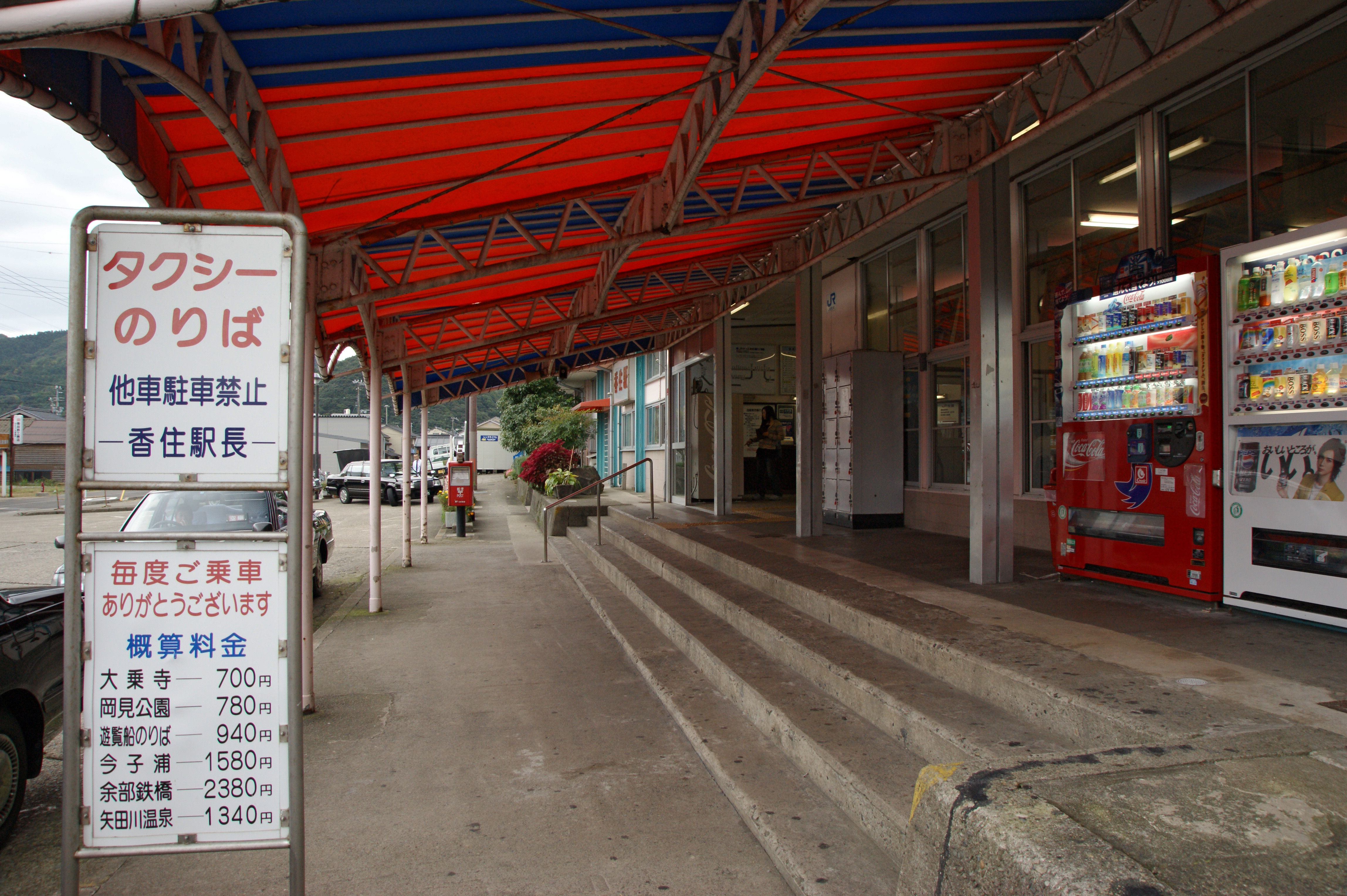
駅舎出入口（2008年10月）
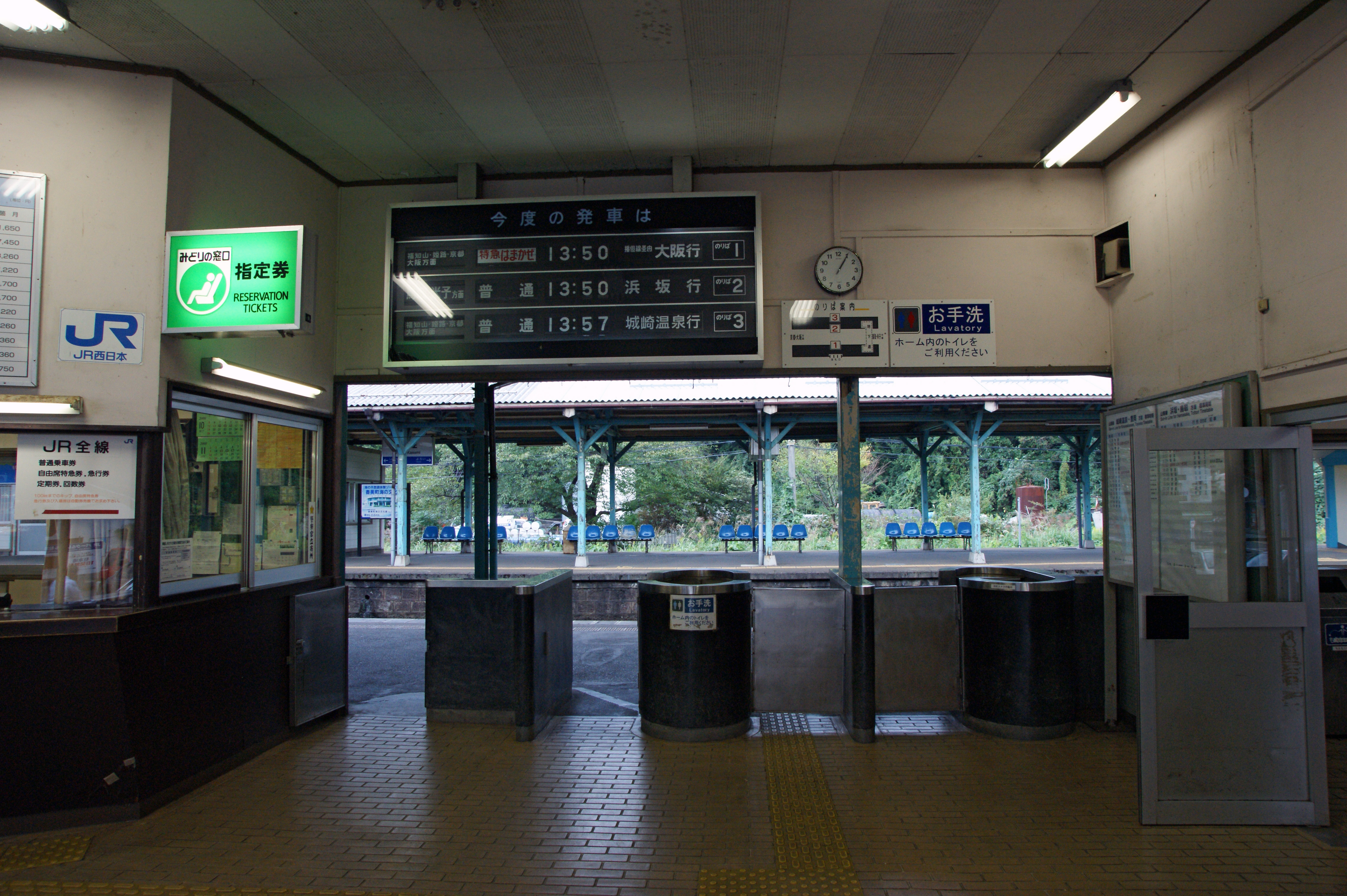
改札口（2008年10月、発車標取換え前）
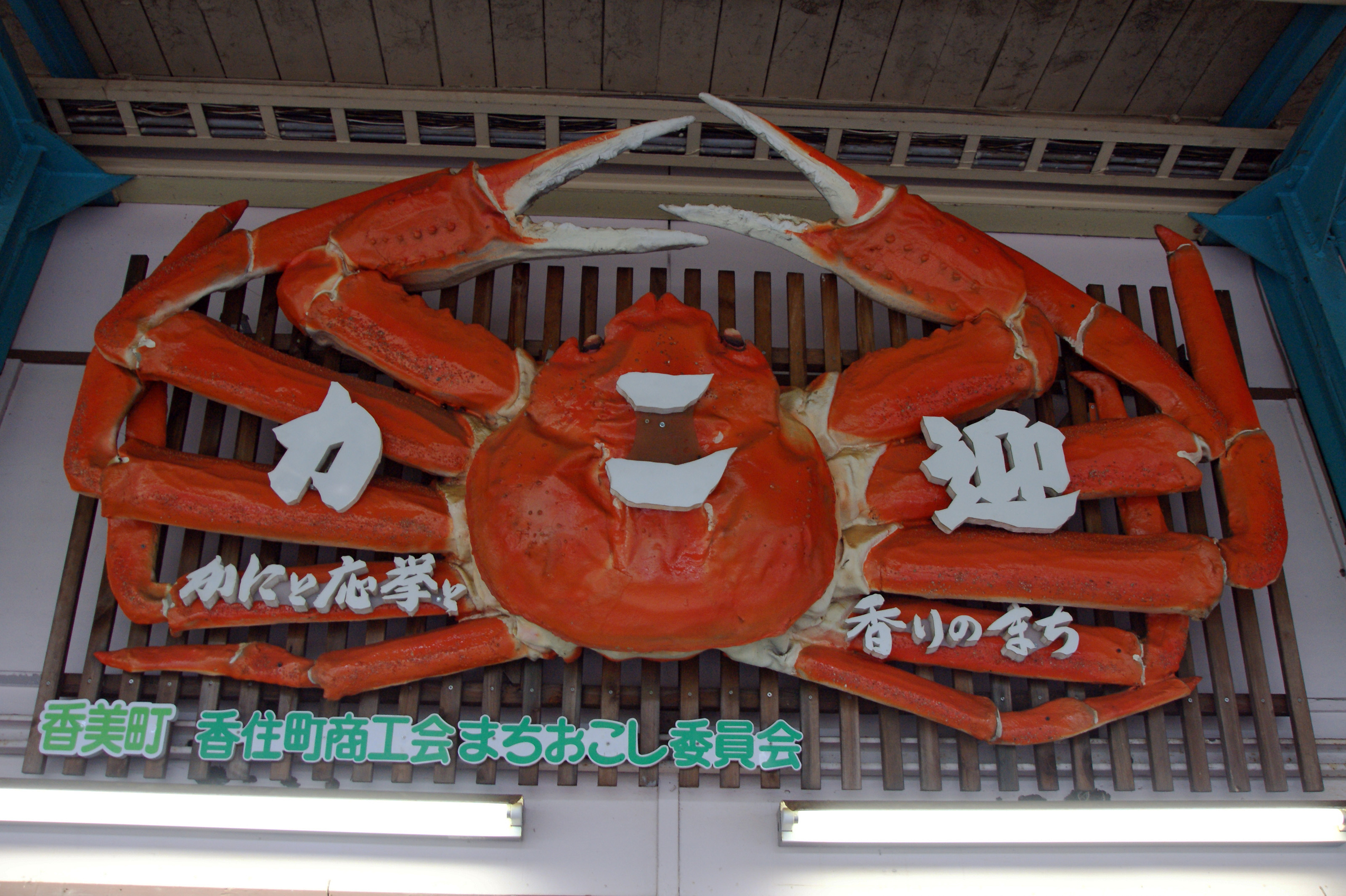
改札口上のかに看板（2008年10月、ホーム側より）
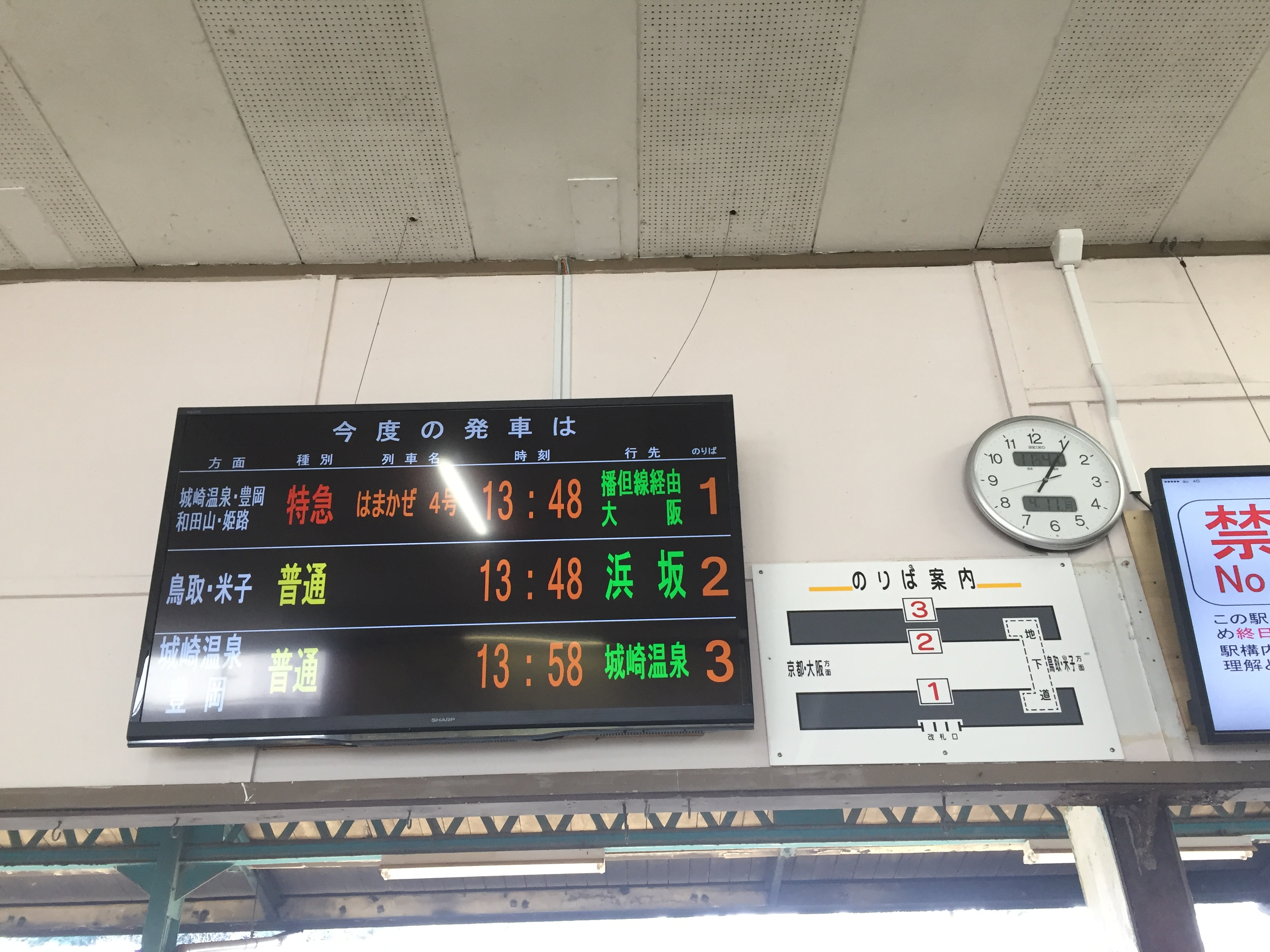
発車標（2016年4月、取換え後）
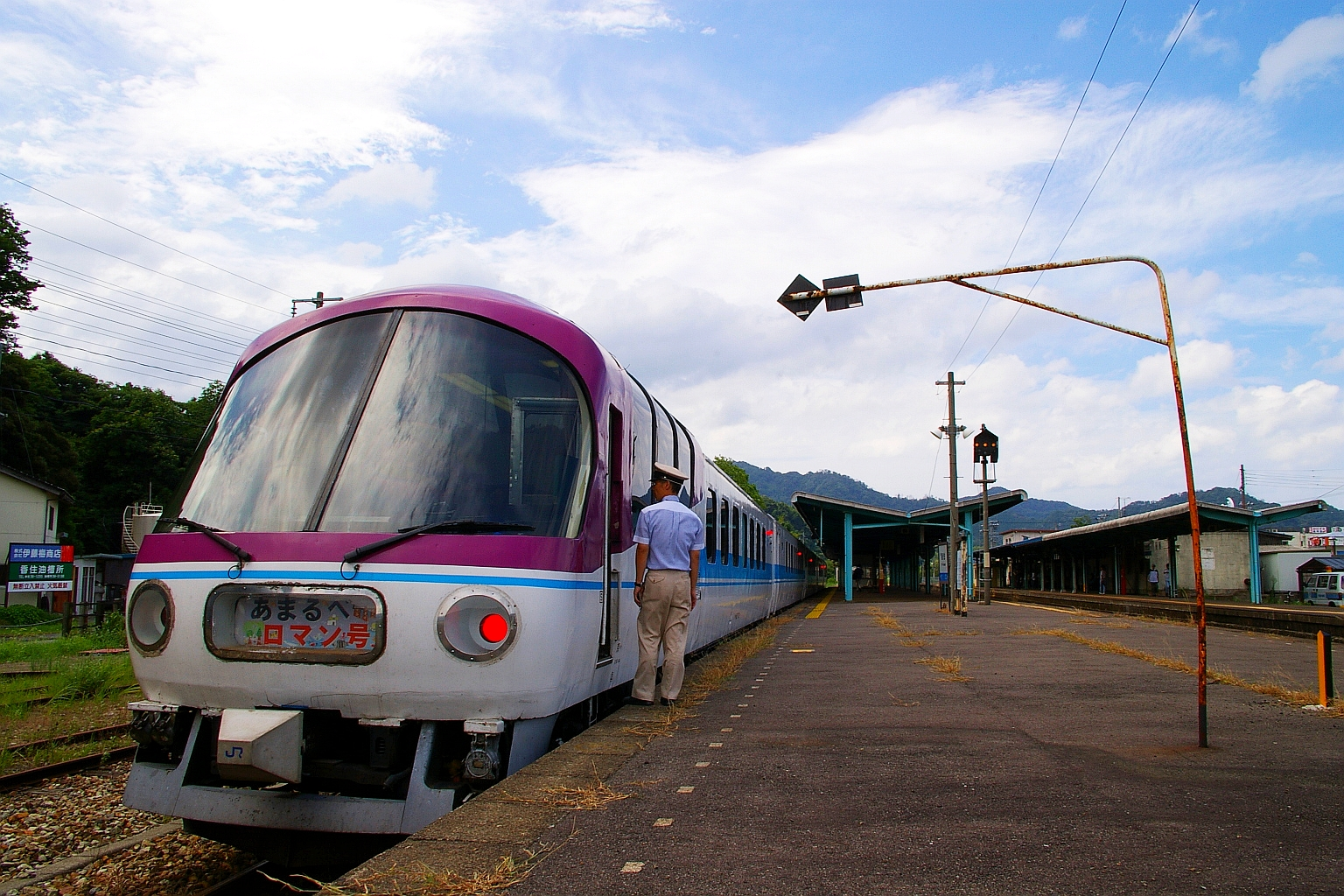
ホーム（2006年8月）

## 利用状況
夏場は海水浴客で、冬場は温泉客・カニを食べに来る客で賑わう観光駅である。JR西日本の移動等円滑化取組報告書によると、2023年（令和5年）度の1日平均乗降人員は592人。
「兵庫県統計書」によれば、近年の1日平均乗車人員の推移は以下の通り。
| 年度   | 1日平均 乗車人員 |
| ------ | ---------------- |
| 2000年 | 739              |
| 2001年 | 734              |
| 2002年 | 676              |
| 2003年 | 650              |
| 2004年 | 641              |
| 2005年 | 630              |
| 2006年 | 696              |
| 2007年 | 606              |
| 2008年 | 540              |
| 2009年 | 529              |
| 2010年 | 516              |
| 2011年 | 459              |
| 2012年 | 447              |
| 2013年 | 445              |
| 2014年 | 410              |
| 2015年 | 387              |
| 2016年 | 388              |
| 2020年 | 299              |

## 駅周辺
- 香住海岸
  - 香住浜海水浴場
  - 香住港（東港・西港 当駅からタクシー利用で4分、または香美町町民バス（全但バスに、運行を委託）香住港・畑・三川・土生・相谷・竹野駅行きで、一日市又は香住港下車）
  - 岡見公園
  - 今子浦
  - 大引きの鼻
- 香住温泉
- 大乗寺（応挙寺）[1]
- 香美町役場（旧・香住町役場）
- 神戸新聞社香住支局
- 朝日新聞社香住支局
- 毎日新聞社香住通信部
- 産経新聞社香住通信部
- 香住鶴株式会社（旧社名・香住酒造有限会社）
- 山陰近畿自動車道（国道178号香住道路・余部道路）香住IC
- 国道178号
- 兵庫県道4号香住村岡線
- 兵庫県道11号香美久美浜線
- 兵庫県道165号香住停車場線

## バス路線
- 香美町町民バス（全但バスに運行を委託）
  - 境・村岡病院
  - 岡見公園・佐津駅・相谷・畑・三川
  - 御崎
- 夢但馬周遊バス「たじまわる」（全但バスが運行）
  - たじまわる2号（海コース）

## 隣の駅
※特急「はまかぜ」の隣の停車駅は列車記事を参照のこと。
西日本旅客鉄道（JR西日本）
 山陰本線
柴山駅 - 香住駅 - 鎧駅